# Franciszek de Montmorency Laval
Franciszek de Montmorency Laval, właśc. fr. François de Laval (ur. 30 kwietnia 1623 w Montigny-sur-Avre we Francji, zm. 6 maja 1708 w Quebecu w Kanadzie) – francuski ksiądz, pierwszy wikariusz apostolski Nowej Francji i pierwszy biskup Quebecu, święty Kościoła rzymskokatolickiego.
Franciszek pochodził z jednej z najpotężniejszych, arystokratycznych rodzin francuskich de Laval. Otrzymał gruntowne wykształcenie w kolegium jezuickim w La Flèche i w 1647 i został księdzem. Choć, ze względu na rodzinne koneksje, dostępne mu były najwyższe zaszczyty francuskiego Kościoła, marzeniem jego było zostać misjonarzem. Dlatego też skorzystał z okazji wyjazdu do misji w Nowej Francji (dzisiejsza Kanada). W 1658 został mianowany pierwszym wikariuszem apostolskim Nowej Francji. Rok później przybył do Nowego Świata, by objąć swą misję.
W 1674 po podniesieniu wikariatu apostolskiego Nowej Francji do rangi diecezji i zmiany nazwy na diecezja Quebec został w niej biskupem. W czasie swej posługi dokonał podziału administracyjnego diecezji na szereg parafii oraz ufundował seminarium duchowne w Quebecu, które w 1852 przekształciło się w Université Laval. François de Laval z racji swej pozycji był członkiem rady kolonii, w której często reprezentował odmienne poglądy niż gubernatorowie Nowej Francji. Sytuacja taka prowadziła do częstych konfliktów. Jako że Laval posiadał silne poparcie we Francji, konflikty te kończyły się częstymi zmianami na stanowisku gubernatora.
Laval, ze względu na pogarszający się stan zdrowia, opuścił kolonię w 1688 rezygnując jednocześnie z biskupstwa.
Zmarł 6 maja 1708 roku.
Kult
22 czerwca 1980 został beatyfikowany przez papieża Jana Pawła II. 3 kwietnia 2014 papież Franciszek włączył go w poczet świętych poprzez kanonizację równoważną.
Jego wspomnienie liturgiczne obchodzone jest w dzienną pamiątkę śmierci.